# Capparidastrum mollicellum
Capparidastrum mollicellum är en kaprisväxtart som först beskrevs av Paul Carpenter Standley, och fick sitt nu gällande namn av Cornejo och Iltis. Capparidastrum mollicellum ingår i släktet Capparidastrum och familjen kaprisväxter. Inga underarter finns listade i Catalogue of Life.